# 3 Batalion Strzelców (II RP)
3 Batalion Strzelców (3 bs) – oddział piechoty Wojska Polskiego II RP.

## Historia batalionu
W 1924 w Rembertowie został sformowany batalion manewrowy. 9 kwietnia 1924 ogłoszono przydziały oficerów na stanowiska służbowe w baonie.
12 kwietnia 1927 Minister Spraw Wojskowych podporządkował pododdział komendantowi Doświadczalnego Centrum Wyszkolenia. Batalion przejął tradycje bojowe I batalionu 142 pułku piechoty. 19 maja 1927 Minister Spraw Wojskowych ustalił i zatwierdził dzień 12 maja świętem batalionu. W 1930, po przekształceniu Doświadczalnego Centrum Wyszkolenia w Centrum Wyszkolenia Piechoty, podporządkowany został jego komendantowi. Z dniem 1 września 1931 minister spraw wojskowych przemianował batalion manewrowy na 3 batalion strzelców.
7 grudnia 1932 roku Minister Spraw Wojskowych ogłosił wyniki międzyoddziałowych zawodów strzeleckich przeprowadzonych w 1932 roku w myśl „Instrukcji Wyszkolenia Kontyngensu Piechoty”, część I, w dywizjach piechoty z rocznikiem 1910. W grupie samodzielnych batalionów strzelców i morskiego tytuł mistrzowskiego otrzymał 3 baon strzelców, a tytuł mistrzowskiego pododdziału uzyskał pluton pionierów 3 bs pod dowództwem por. Eugeniusza Wityka.
W dniach 11–13 maja 1934 roku baon obchodził swoje doroczne święto połączone z uroczystościami 15 lecia oddziału. W sobotę 12 maja, w uroczystości wziął udział Prezydent RP Ignacy Mościcki, któremu towarzyszył szef Gabinetu Wojskowego pułkownik Jan Głogowski i adiutant kapitan Józef Hartman oraz I wiceminister spraw wojskowych generał dywizji Kazimierz Fabrycy i szef Departamentu Piechoty pułkownik Kazimierz Janicki .
10 lutego 1937 Prezydent RP Ignacy Mościcki zatwierdził wzór sztandaru dla 3 bs. Na lewej stronie płata umieszczone zostały nazwy bitew stoczonych przez I/142 pp: „Ossów 14 VIII 1920”, „Kolno” 23 VIII 1920”, „Halicz” 14 IX 1920” i „Gliniska 2 IX 1920”.
20 lutego 1937 roku Minister Spraw Wojskowych ustalił dzień 24 maja świętem batalionu.
26 maja 1937 roku w Rembertowie Prezydent RP wręczył dowódcy batalionu sztandar ufundowany przez społeczeństwo powiatów: warszawskiego, mińsko-mazowieckiego i radzymińskiego. Uroczystość poświęcenia i wręczenia sztandaru była połączona z obchodami świąt 3 baonu strzelców i 32 dal.
3 batalion strzelców był jednostką mobilizującą. Zgodnie z planem mobilizacyjnym „W” miał sformować następujące pododdziały:
w mobilizacji alarmowej, w grupie jednostek oznaczonych kolorem żółtym:
- batalion strzelców nr 3
- batalion strzelców nr 10[a]
- kompania kolarzy nr 42 dla 10 DP
- kompania asystencyjna nr 212

w I rzucie mobilizacji powszechnej:
- pluton karabinów maszynowych nr 201 dla Kwatery Głównej Naczelnego Wodza
- pluton karabinów maszynowych nr 202 dla Kwatery Głównej Naczelnego Wodza
- kompania kolarzy nr 15

w II rzucie mobilizacji powszechnej:
- kompania kolarzy nr 14
- kompania marszowa 1 batalionu strzelców
- kompania marszowa 2 batalionu strzelców
- kompania marszowa 3 batalionu strzelców
- uzupełnienie marszowe kompanii kolarzy nr 42
- Ośrodek Zapasowy Strzelców Rembertów

Ponadto jednostka wystawiła:
- II batalion 94 pułku piechoty majora Kazimierza Mazurkiewicza z plutonem artylerii piechoty 3 batalionu strzelców pod dowództwem por. Henryka Szefera[12]
- rezerwowy batalion strzelców majora Józefa Rosieka[b]
- 11 kompanię przeciwpancerną porucznika Leszka Józefa Szopskiego
- 12 kompanię przeciwpancerną podporucznika Józefa Wojciechowskiego
- 13 kompanię przeciwpancerną podporucznika Teodora Banaszczyka[c]

W kampanii wrześniowej 1939 batalion walczył w składzie Mazowieckiej Brygady Kawalerii.

## Żołnierze batalionu
Dowódcy batalionu
- ppłk piech. Karol Pater (IV 1924 – 12 V 1926[13])
- mjr piech. Aleksander Rutkowski (p.o. 22 V 1926[14] – 31 III 1927[15])
- ppłk piech. Eugeniusz Wyrwiński (5 V 1927 - 15 VII 1930 → p.o. dowódcy 1 pcz)
- ppłk dypl. Stanisław Rutkowski
- ppłk dypl. piech. Marian Jadwiński (od 28 VI 1933 – )
- ppłk Marian Wieroński (do 11 IX 1939)
- kpt. Marian Karol Freyberger (12 – 16 IX 1939)
- mjr Stanisław Godzisław Hankiewicz (od 17 IX 1939)

Zastępcy dowódcy batalionu
- mjr piech. Adam Obtułowicz (26 III 1931 – 23 III 1932 → pułk KOP „Wilejka”)
- mjr piech. Antoni Miedwiedź (1939)

Kwatermistrzowie
- mjr piech. Wiktor Eichler (II 1925 – VIII 1926)
- mjr piech. Stanisław Godzisław Hankiewicz (1939)

Oficerowie batalionu
- kpt. Michał Murmyłło
- kpt. Ignacy Wądołkowski
- por. Józef Hartman
- por. Tadeusz Semik
- kpt. Antoni Brzozowski

### Obsada personalna w 1939 roku
Obsada personalna i struktura organizacyjna w marcu 1939 roku:
Dowództwo, kwatermistrzostwo i pododdziały specjalne
- dowódca batalionu – ppłk Marian Stanisław Wieroński
- I zastępca dowódcy – mjr Antoni Miedwiedź
- adiutant – kpt. Aleksander Witkowski
- lekarz – kpt. lek. Dymitr Dobrowolski
- II zastępca dowódcy (kwatermistrz) – mjr Stanisław Godzisław Hankiewicz
- oficer mobilizacyjny – kpt. Antoni Bolesław Hrabi
- zastępca oficera mobilizacyjnego – vacat
- oficer administracyjno-materiałowy – Kpt. Wacław II Baranowski
- oficer gospodarczy – kpt. int. Tadeusz Antoni Wiśniewski
- oficer żywnościowy – chor Bolesław Buzdygan
- dowódca kompanii gospodarczej i oficer taborowy – kpt. tab. Marian Konstanty Kozłowski
- dowódca plutonu łączności – por. Franciszek Sitarz
- dowódca plutonu pionierów – por. Stefan Mieczysław Bocianowski
- dowódca plutonu artylerii piechoty – por. art. Henryk Szefer
- dowódca plutonu ppanc. – por. Józef Borowiec
- dowódca plutonu zwiadu konnego – por. kaw. Jan Witold Poziomski
- dowódca kompanii kolarzy – por. Jan Świeczka
- dowódca plutonu – por. Alojzy Antoni Rusin
- dowódca plutonu – ppor. Kazimierz Wojtusiak
- dowódca kompanii szkolnej – mjr Mieczysław Marek Kubasiewicz
- dowódca plutonu – por. Aleksander Czausow
- dowódca plutonu – por. Stefan Feliks Siliński
- dowódca plutonu – por. Jan Wandel
- dowódca plutonu – por. Wacław Wilczyński
- dowódca 1 kompanii – por. Antoni Marian Tysowski
- dowódca plutonu – ppor. Michał Chomicki
- dowódca 2 kompanii – kpt. Jan Szpojankowski
- dowódca plutonu – por. Edward Teofil Jaroch
- dowódca plutonu – ppor. Wincenty Jan Fryderyk Eilmes
- dowódca 3 kompanii – por Marceli Jan Kowalski
- dowódca plutonu – ppor. Zygmunt Kielar
- dowódca plutonu – ppor. Karol Worek
- dowódca kompanii km – mjr Antoni Norbert Kilański
- dowódca plutonu – por. Tadeusz Jan Gajewski
- dowódca plutonu – por. Bohdan Hubert Pełczyński
- dowódca plutonu – ppor. Franciszek Wojciech Buzała
- dowódca plutonu – ppor. Michał Kurowski
- na kursie – kpt. Stanisław Góralczyk
- odkomenderowany – mjr dypl. Feliks Janson

### Obsada personalna 3 bs we wrześniu 1939
Dowództwo
- dowódca – ppłk Marian Wieroński (do 11 IX 1939)
- adiutant – kpt. Aleksander Witkowski
- oficer informacyjny – ppor. rez. Antoni Posudzewski
- kwatermistrz – kpt. Marian II Kozłowski
- lekarz – kpt. lek. Dymitr Dobrowolski
- podoficer sanitarny – st. sierż. Jan Ludwiczak († 25 IX 1939)
- kapelan – ks kap. rez. Julian Badziński (od 22 IX 1939)

1 kompania strzelców
- dowódca kompanii – por. Antoni Przeździecki[e]
- dowódca I plutonu – por. rez. Wiesław Kawiński
- dowódca II plutonu – sierż. pchor. / ppor. piech. Zbigniew Sudwoj[f]
- dowódca III plutonu – st. sierż. Franciszek Łasecki

2 kompania strzelców
- dowódca kompanii – por. Stefan Mieczysław Bocianowski
- dowódca I plutonu – ppor. Michał Chomicki († 8 IX 1939)
- dowódca II plutonu – plut. pchor. rez. Filip Trzaska
- dowódca III plutonu – ppor. rez. Zygmunt Koziński

3 kompania strzelców
- dowódca kompanii – kpt. Jan Szpojankowski
- dowódca I plutonu – por. piech. Witold Roubo †1940 Charków[21]

kompania ciężkich karabinów maszynowych
- dowódca kompanii – kpt. Marian Karol Freyberger (12-16 IX 1939 dowódca 3 bs)
- dowódca I plutonu – ppor. Franciszek Wojciech Buzała
- dowódca II plutonu – st. sierż. Marcin Walczak
- dowódca III plutonu – ppor. rez. Władysław Stanisław Biegała
- dowódca IV plutonu – ppor. rez. Leon Bruski
- dowódca plutonu moździerzy – st. sierż. Walenty Mikołajczyk

pododdziały specjalne
- dowódca plutonu łączności – por. Józef Borowic
- dowódca plutonu zwiadu – por. Edward Teofil Jaroch
- dowódca plutonu przeciwpancernego – por. Aleksander Czausow
- dowódca plutonu pionierów – plut. Antoni Arazy